# Magan

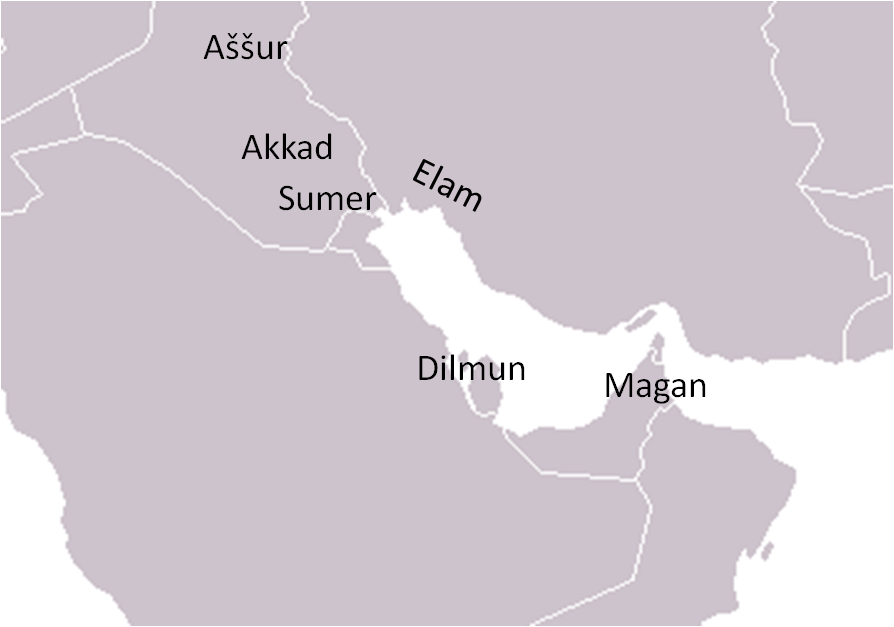
Probable localización

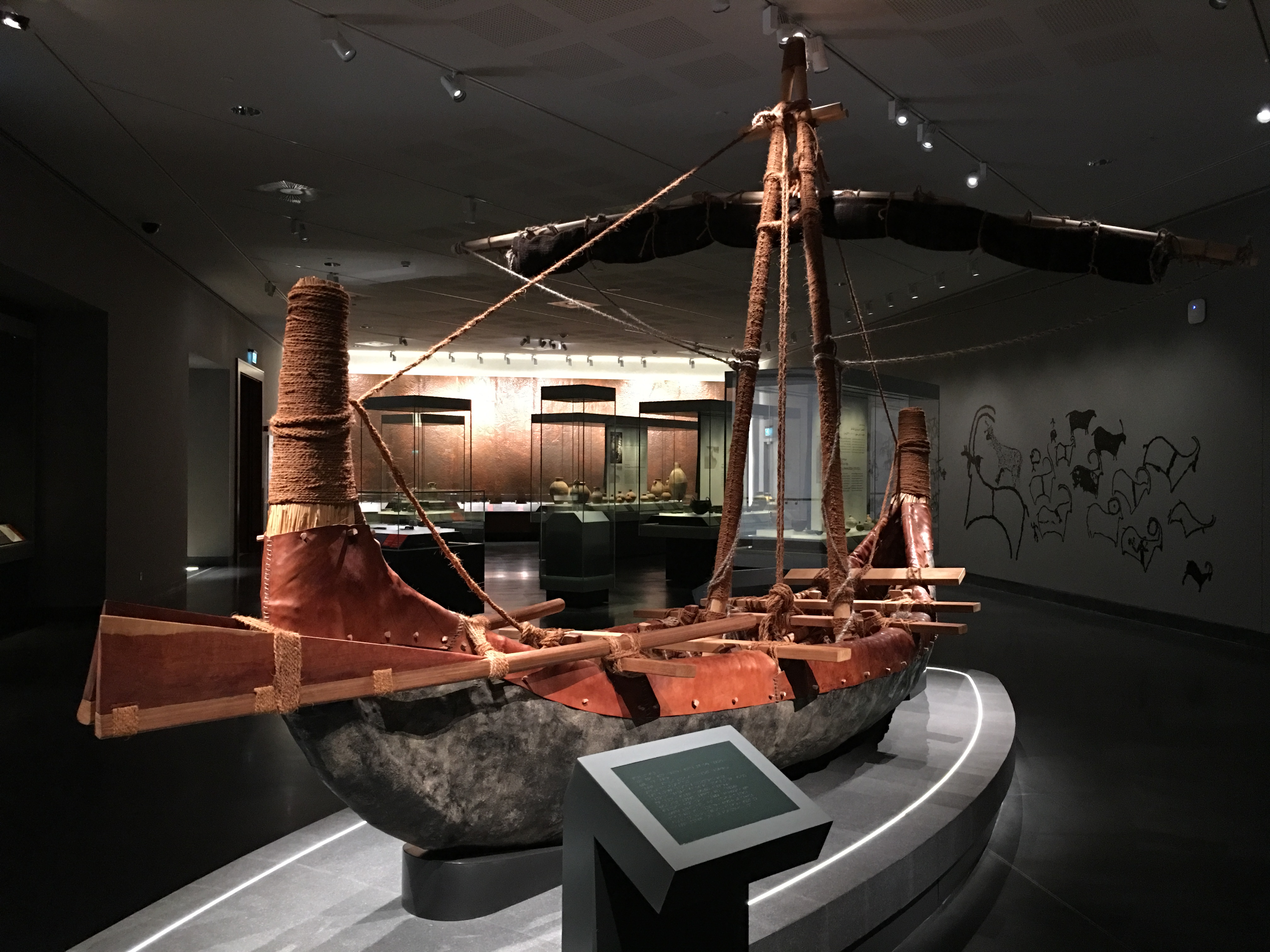
Modelo de barco en la región

Magan fue una antigua región mencionada en textos cuneiformes sumerios escritos alrededor del 2300 a. C. el escritor Zecharia Sitchin nombra esta región en su libro "El libro perdido de Enki" donde recopila las historias relatadas en las tablillas sumerias sobre la creación de la humanidad por el dios "Enki" Hijo del dios "Anu" que provenían de una región o planeta llamado nubiru, el fragmento relata que Endubsar el escriba es llevado por dos seres angelicales ante la presencia de Enki el dios creador que habitaba en la tierra de Magan ,en la isla en medio del río magan

## Importancia
Destacaba como fuente de cobre y diorita para Mesopotamia. 
Con la desaparición del comercio de la región del Indo, el cobre de Magan fue reemplazado tarde por importaciones de cobre de la antigua Chipre.

## Localización
La localización de Magan aún no es segura, pero la mayoría de las evidencias arqueológicas y geológicas sugieren que formaba parte de la actual Omán. Sin embargo, algunos arqueólogos lo ponen en un lugar al sur de Bajo Egipto, en Nubia o Sudán y otros como parte de Irán o Pakistán.
- Datos: Q1429914